# Gouville

Gouville este o comună în departamentul Eure, Franța. În 2015 avea o populație de 512 de locuitori.